# Дуб Невклянський (пам'ятка природи)
Дуб невкля́нський — ботанічна пам'ятка природи місцевого значення в Україні. Розташована в межах Чернігівського району Чернігівської області, на південний схід від села Невкля.
Площа 0,01 га. Статус присвоєно згідно з рішенням Чернігівського облвиконкому від 10.06.1972 року № 303; рішення від 27.12.1984 року № 454; рішення від 28.08.1989 року № 164; рішення від 31.07.1991 року № 159. Перебуває у віданні ДП «Городнянське лісове господарство» (Невклянське л-во, кв. 93, вид. 12).
Статус присвоєно для збереження одного екземпляра дуба віком 300 років.